# Ernst Albrecht (politico)
Ernst Albrecht (Heidelberg, 29 giugno 1930 – Burgdorf, 13 dicembre 2014) è stato un politico, funzionario e imprenditore tedesco della CDU.

## Biografia
Nel 1948 supera l'esame di maturità a Brake. Inizialmente studiò filosofia e teologia, poi diritto ed economia all'Università Eberhard Karls di Tubinga e all'Università di Bonn. Ha conseguito il dottorato nel 1959. Dalla metà degli anni '50 ha vissuto e lavorato a Bruxelles, è stato impiegato nell'amministrazione della Comunità economica europea. Negli anni 1958-1967 è stato direttore dell'ufficio del commissario Hans von der Groeben, dal 1967 al 1970 è stato direttore generale per la concorrenza nella Commissione europea.
Tornato in Germania, fu attivo nell'Unione Cristiano-Democratica. Dal 1970 al 1990 è stato membro del parlamento statale della Bassa Sassonia. Dal 1971 al 1976 è stato amministratore delegato dell'azienda alimentare Bahlsen.
Nel gennaio 1976, dopo le dimissioni del socialdemocratico Alfred Kubel, l'opposizione CDU lo nominò ministro presidente della Bassa Sassonia. Ernst Albrecht è stato eletto inaspettatamente al terzo turno dello scrutinio segreto, ricevendo più voti di quanti ne avesse il suo partito al Landtag. Ha ricoperto la carica di primo ministro per oltre 14 anni fino al giugno 1990, quando i socialdemocratici di Gerhard Schröder hanno preso il potere nello stato. Dal 1979 al 1990 è stato contemporaneamente vicepresidente delle strutture federali della CDU. Si ritirò quindi dall'attività politica, tornando al settore privato. Negli anni '90 è stato proprietario e presidente del consiglio di sorveglianza della società metallurgica EHW Thale AG.
È morto all'età di 84 anni a Burgdorf nel dicembre 2014.

## Vita privata
Ernst Albrecht era sposato con Heidi Adele Stromeyer (1928-2002) dal 1953 e aveva sette figli (tra cui Ursula von der Leyen e Hans-Holger Albrecht, presidente e CEO del gruppo internazionale di telecomunicazioni Deezer). Una figlia Benita Eva è morta all'età di 11 anni e un figlio all'età di 49 anni. Suo fratello era Georg Aleander Albrecht, direttore d'orchestra.  
Negli ultimi anni della sua vita ha sofferto a causa della malattia di Alzheimer, che lui stesso ha reso pubblica nel 2008.

## Pubblicazioni
- Der Staat – Idee und Wirklichkeit. Grundzüge einer Staatsphilosophie. Seewald, Stuttgart 1976, ISBN 3-512-00442-3.
- Erinnerungen, Erkenntnisse, Entscheidungen. Politik für Europa, Deutschland und Niedersachsen. Barton, Göttingen 1999, ISBN 3-934648-00-2.
- Die Albrecht-Familie: Wohlauf in Gottes schöne Welt / Alle Birken grünen in Moor und Heid. Zugunsten der Stiftung Familie in Not, Ariola 15 588 AT (1979), Single Schallplatte 45/min  Biblioteca nazionale tedesca..[1]